# Dơi nếp mũi quạ
Dơi nếp mũi quạ hay Dơi mũi quạ  (danh pháp hai phần: Hipposideros armiger) là một loài dơi trong họ Dơi nếp mũi. Nó được tìm thấy ở Trung Quốc, Ấn Độ, Lào, Malaysia, Myanmar, Nepal, Đài Loan, Thái Lan, và Việt Nam.
Bề ngoài loài này giống như loài dơi nếp mũi xám có mối quan hệ chặt chẽ. Loài này có kích thước lớn hơn. Chiều dài sải cánh lên đến 9,8 cm và nặng 47 g.